# Efecte de cascada (ecologia)
En ecologia, un efecte de cascada és una sèrie d'extincions secundàries a conseqüència de l'extinció primària d'una espècie clau d'un ecosistema. Hi ha una altra probabilitat d'extincions secundàries quan les espècies amenaçades depenen de poques fonts d'aliment, tenen una relació de mutualisme amb l'espècie clau extinta o es veuen obligades a coexistir amb una espècie invasora. La introducció de noves espècies pot devastar comunitats i fins i tot ecosistemes sencers. Aquestes espècies acaparen els recursos de l'ecosistema i, com que no hi ha cap depredador natural que en controli la proliferació, es poden anar multiplicant indefinidament. Olsen et al. demostraren que les espècies invasores han provocat efectes cascada en ecosistemes lacustres i d'estuaris a causa de la desaparició d'algues, crancs de riu, mol·luscs, peixos, amfibis i ocells. Tanmateix, la causa principal dels efectes cascada és quan l'espècie clau que desapareix és un depredador alfa. Tot seguit, es produeix una proliferació dràstica (alliberament ecològic) de les seves preses, que sobreexploten les seves pròpies fonts d'aliment fins que l'exhauriment d'aquestes fonts produeix un col·lapse demogràfic que pot desembocar en l'extinció d'aquestes espècies. Si les preses són herbívores, el seu alliberament i posterior explotació de les plantes pot provocar un declivi de la biodiversitat vegetal de la zona.